# Schloss Neubronn (Neu-Ulm)

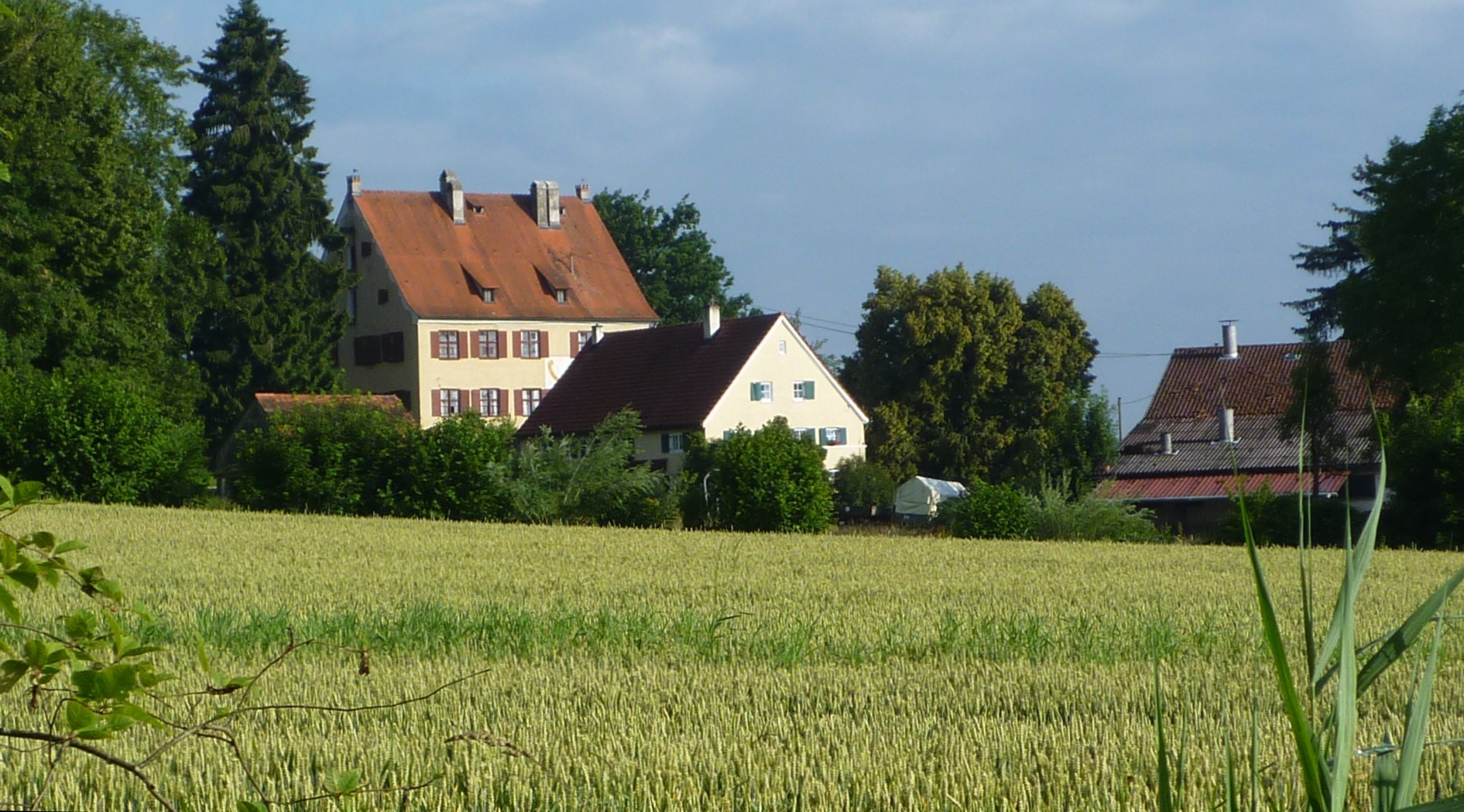
Neu-Ulm – Schloss Neubronn

Das Schloss Neubronn steht in der Gemarkung Holzschwang in Neu-Ulm in Bayern. Es ist ein ehemaliger Patrizier-Landsitz.

## Baugeschichte
Das Schloss ist ein dreigeschossiger Satteldachbau mit Wellenrandgiebeln, auf dem Dachfirst Türmchen, erbaut um 1560/75.
Neubronn wird 1403 als österreichisches Lehen beurkundet. Das heutige Schloss wurde für die Kaufmannsfamilie Gienger aus Ulm errichtet, die es bis in das 17. Jahrhundert besaß. Weitere Besitzer in neuerer Zeit waren Günther Haas 1957 und die Erbengemeinschaft Breyer.
Das Gebäude steht unter der Aktennummer D-7-75-135-79 unter Denkmalschutz, ebenso wie die zugehörige Gartenmauer sowie ein Brunnen und angrenzende Remisen.

## Quelle
- Werner Freybourg: Schlösser, Burgen und Ruinen in Bayrisch-Mittelschwaben. Band II, o. J., S. 95–96